# Giovanni Soglia Ceroni

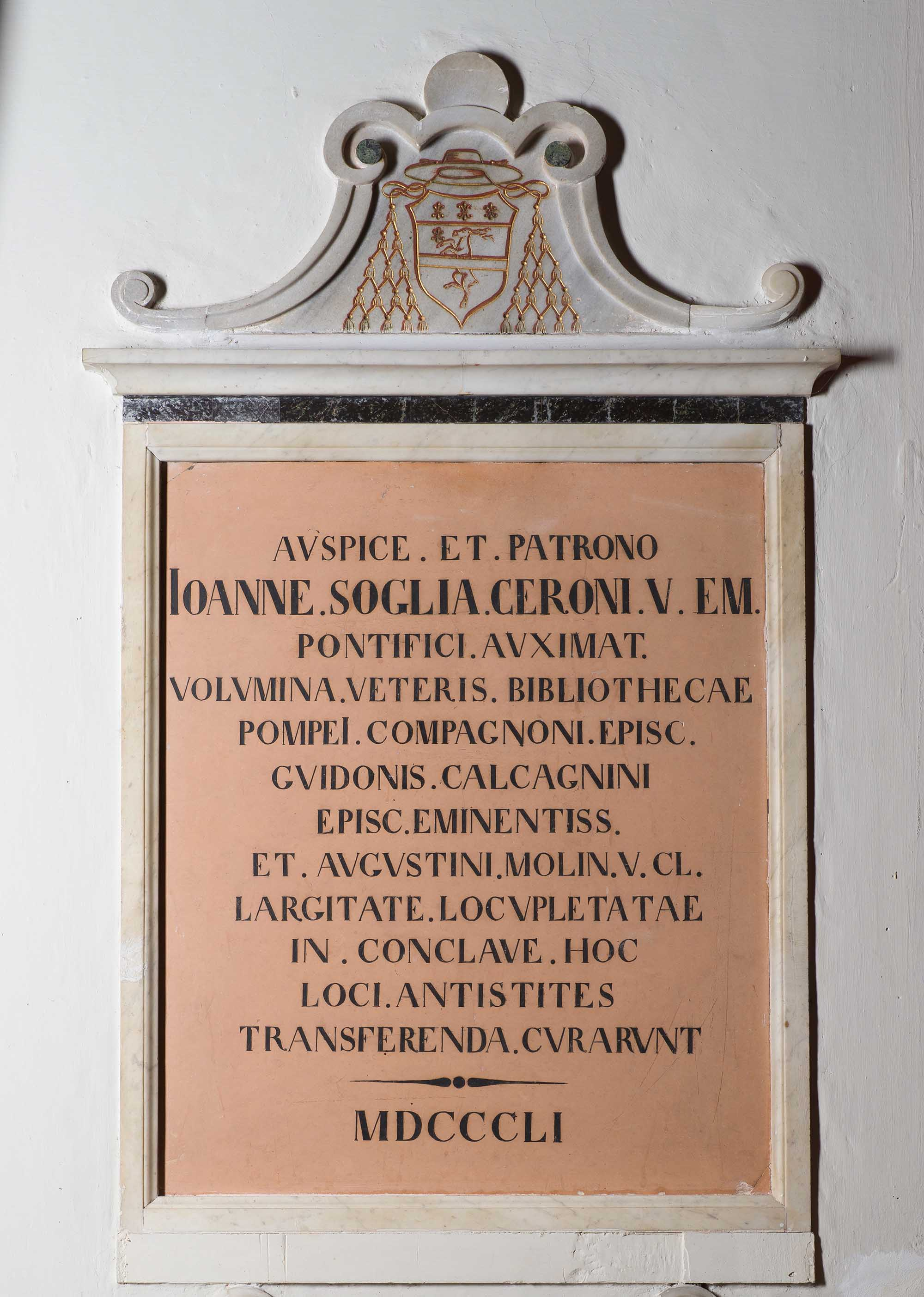
Epigrafe in memoria di Giovanni Soglia Ceroni collocata presso Palazzo Campana a Osimo.

Giovanni Soglia Ceroni (Casola Valsenio, 11 ottobre 1779 – Osimo, 12 agosto 1856) è stato un cardinale italiano; fu stretto collaboratore di cinque Papi: Pio VII, Leone XII, Pio VIII, Gregorio XVI e Pio IX.

## Biografia

### Origini familiari e anni giovanili
Giovanni Francesco Bartolomeo Soglia nacque da Giovacchino e Anna Braga. La famiglia Soglia apparteneva a un'antica consorteria formata da diversi casati della valle del Senio. Il centro ideale di essa era la Rocca di Ceruno. Tutte le famiglie che si riconoscevano nella consorteria portavano il doppio cognome, aggiungendo “Ceroni” (o Ceruno) al proprio.
Entrò nel seminario di Imola già con una buona preparazione nelle lettere latine. Sotto la guida dello zio sacerdote, Giacomo Braga, segretario del vescovo, fu iscritto all'Università di Bologna, dove si laureò in filosofia spiccando «per diligenza e profitto». Nell'anno 1800 il vescovo di Imola, Barnaba Chiaramonti, fu eletto papa col nome di Pio VII. Don Braga seguì il pontefice neoeletto a Roma. Il giovane Ceroni aveva manifestato l'intenzione di diventare sacerdote. Allora lo zio lo chiamò a raggiungerlo nell'Urbe e, dal momento che prometteva molto bene negli studi, lo fece addottorare dapprima in teologia al Collegio Romano (5 settembre 1805), e poi in diritto alla Sapienza (22 luglio 1807).

### Nella Curia pontificia
Dopo aver completato gli studi fu introdotto alla Corte pontificia. Ordinato sacerdote nell'Urbe nel 1803, poco tempo dopo ebbe l'incarico di cappellano privato del papa.
Nella notte tra il 5 e il 6 luglio 1809 Pio VII fu tratto in arresto dai francesi e condotto a Savona, dove rimase confinato e guardato a vista. Chiese ai francesi di poter avere un assistente spirituale e un segretario personale. Fece i nomi del cardinale Bartolomeo Pacca e di monsignor Soglia. Egli fu quindi ammesso ad incontrare Pio VII prigioniero. Curò la corrispondenza del pontefice; ma il papa lo scelse soprattutto per ottenere, nella sua qualità di giurista, preziosi consigli su come rispondere alle indebite pressioni di Napoleone.
Il piano riuscì, infatti Napoleone non ottenne alcuna concessione dal pontefice. Dopo diciotto mesi però i francesi, non essendo riusciti a sopraffare la volontà di Pio VII, pur anziano ed ammalato, addossarono la colpa ai suoi due collaboratori. Li punirono rinchiudendoli nel Forte di Fenestrelle in Piemonte. Dopo alcuni mesi Soglia fu anche processato; risultò innocente, ma dovette accettare di prendere residenza a non meno di 100 leghe da Savona (ovvero 480 km). Soglia scelse immediatamente come destinazione il suo paese natale, Casola.
Fu raggiunto dalla notizia della liberazione del pontefice nel febbraio 1814. Dopo aver incontrato Pio VII ad Imola il 2 aprile, lo seguì fino a Roma, dove si trasferì nuovamente. Fu stretto collaboratore del pontefice: consigliere, messo e persino rappresentante nei casi in cui Pio VII non poteva muoversi a causa dell'età avanzata. Ricevette due incarichi: elemosiniere apostolico e docente di testo canonico all'Università La Sapienza. Fu amato da molti dei suoi allievi. Per il suo paese natale istituì due educandati. Portò a Casola i frati cappuccini per istruire i giovani di sesso maschile (1822), e le Maestre Pie di Santa Dorotea per le fanciulle. I due conventi furono fondati ex novo e quasi completamente finanziati a sue spese.
Fu vicino a Pio VII fino agli ultimi giorni. Papa Chiaramonti, che si fidava ciecamente di lui, non sottoscrisse il proprio testamento finché non l'ebbe fatto leggere a Soglia Ceroni. Morto Pio VII ed eletto Leone XII, il Soglia fece parte nel 1823 della commissione che elaborò un piano di riforma dell'istruzione pubblica. L'anno seguente il pontefice istituì una nuova congregazione per attuare la riforma stessa (bolla Quod divina sapientia, 28 agosto 1824 istitutiva della Congregazione degli studi) e nominò come segretario dell'organismo Soglia Ceroni. In seguito fu nominato arcivescovo titolare di Efeso (1826). Sul piano culturale va segnalata la sua lunga amicizia con l'Abate Antonio Rosmini, frequentato assiduamente negli anni del suo soggiorno romano. Rosmini tenne una delle sue prime conferenze sul comunismo su invito del Soglia Ceroni.
Dopo il breve pontificato di Pio VIII (1829-1830), Soglia Ceroni ricevette nuovi importanti incarichi da Gregorio XVI (1830-1846). Fu nominato Segretario della Congregazione dei vescovi e regolari (1834), consultore di quella degli affari ecclesiastici straordinari, dell'Indice e del Sant'Uffizio. Nel concistoro del 12 febbraio 1838 il pontefice gli conferì il titolo onorifico di Patriarca di Costantinopoli dei Latini e lo creò cardinale presbitero dei Santi Quattro Coronati (pubblicato il 18 febbraio 1839). Insieme alla porpora fu nominato vescovo di Osimo e Cingoli. Si trasferì quindi nelle Marche, dove rimase negli anni successivi. Iniziare un ministero pastorale a sessant'anni non era cosa consueta a quei tempi. Prese possesso della diocesi il 25 marzo 1839.

### Vescovo di Osimo e Cingoli
Le sue opere nelle due diocesi furono molteplici: diede il massimo incitamento alle Scuole catechistiche per i fanciulli dei ceti popolari, costituì le Conferenze di San Vincenzo, finanziò l'istituzione di scuole serali per gli adulti analfabeti, affidò a una comunità di suore l'incarico di gestire un educandato per fanciulle. Si occupò poi della formazione dei seminaristi: tracciò un nuovo indirizzo di studi, potenziando il latino (che  cominciava ad essere usato sempre meno) e compose un manuale di diritto pubblico (Institutiones iuris publici ecclesiastici) e uno di diritto privato (Institutionum iuris privati) per la formazione giuridica dei futuri sacerdoti.
Non gli sfuggirono le esigenze materiali delle anime che ebbe in cura: provvide alle bonifiche dei fondi rustici, al rinnovo e ampliamento delle case coloniche, fu di stimolo ai proprietari terrieri per far disciplinare i corsi delle acque irrigue. Le sue alte relazioni gli diedero modo di reperire i finanziamenti per dotare e ampliare l’ospedale civile e l'ospizio degli anziani.
Al conclave del 1846 votò per il vescovo d'Imola Mastai Ferretti, che conosceva personalmente. Nello scrutinio della mattina del 15 giugno ottenne due voti diretti. L'indomani Mastai Ferretti fu eletto con il nome di Pio IX.

### Un anno a Roma come Segretario di Stato
Nel 1848 papa Pio IX lo richiamò da Osimo per affidargli (con Breve del 4 giugno) l'incarico di Segretario di Stato in sostituzione del cardinale Orioli, malato. 
Per pochi mesi, da maggio a novembre, Soglia Ceroni ricopri la carica di Segretario di Stato e di Presidente del Consiglio dei ministri. Uno dei ministri del suo governo fu l'osimano principe Annibale Simonetti.
Dopo l'assassinio del ministro dell'Interno Pellegrino Rossi, rassegnò le dimissioni. Il 24 novembre 1848 papa Pio IX partì da Roma: Soglia Ceroni non seguì il pontefice a Gaeta ma tornò a Osimo, da dove il 29 novembre successivo presentò formalmente le dimissioni da Segretario di Stato.

### Il ritorno ad Osimo
Gli ultimi anni della vita del cardinal Soglia furono spesi per il bene della sua diocesi. Nel 1851 curò il trasferimento della vasta Biblioteca del Collegio Campana nell'attuale sede all'interno dell'omonimo Palazzo. Nel 1853 Osimo fu colpita dalla carestia. Il cardinale diede ordine di aprire i magazzini dell'episcopio per aiutare i bisognosi. Opere di carità si ripeterono nel 1855, quando diversi paesi della diocesi furono colpiti da un'epidemia di colera.
Con atto testamentario donò tutto quello che aveva alla diocesi e volle essere sepolto ad Osimo. Morì il 12 agosto 1856 all'età di 76 anni.

## Opere
- (LA)  De vita Johannis Baptistae a S. Bernardo Monachi Fuliensis commentarius, Roma 1831
- (LA)  Institutiones iuris publici ecclesiastici, tomus I et II, Roma 1843
- (LA)  Institutionum iuris privati ecc. libri tres, Ancona, 1854

## Genealogia episcopale
La genealogia episcopale è:
- Cardinale Scipione Rebiba
- Cardinale Giulio Antonio Santori
- Cardinale Girolamo Bernerio, O.P.
- Arcivescovo Galeazzo Sanvitale
- Cardinale Ludovico Ludovisi
- Cardinale Luigi Caetani
- Cardinale Ulderico Carpegna
- Cardinale Paluzzo Paluzzi Altieri degli Albertoni
- Papa Benedetto XIII
- Papa Benedetto XIV
- Papa Clemente XIII
- Cardinale Enrico Benedetto Stuart
- Cardinale Francesco Bertazzoli
- Cardinale Giovanni Soglia Ceroni